# Навплио
Навплион (на гръцки: Ναύπλιο) или Навплио е първата столица на Гърция – от 1828 г. до 1834 г., по време на т.нар. гръцка война за независимост.
Навплио е един от най-старите градове в Гърция. Селище на днешното му място съществува още в древността и е обитавано от карийци, финикийци, древни египтяни. Според една древногръцка легенда е основан от Навплий, син на Посейдон и Амимона.
Над града се издига венецианската крепост Паламиди, шедьовър на фортификацията в цялото Източно Средиземноморие. Превзета е с щурм от гръцките въстаници под командването на Стайкос Стайкопулос в нощта на 29 ноември 1822 г. след няколкомесечна обсада, което смаяло света. Впоследствие водачът на народното недоволство е хвърлен в затвора на същата тази крепост от първия гръцки крал, наложен от великите сили – Отон I. В деня на освобождението си от затвора Стайкопулос умира при мистериозни обстоятелства.
Навплион представлява уникална еклектика на архитектура и култура на французи, венецианци, османци и гърци. През 16 век и 17 век е столица на санджак Морея и търговски център на Пелопонес. По тази причина е столица на Гърция до пренасянето ѝ през 1834 г. в Атина под влиянието на модерния филелинизъм. През 1832 г. в Навплио е коронасян първият гръцки крал – Отон I, син на елинофила Лудвиг Баварски, наложен като такъв от великите сили по това време – Великобритания, Франция и Русия.